# Dardha

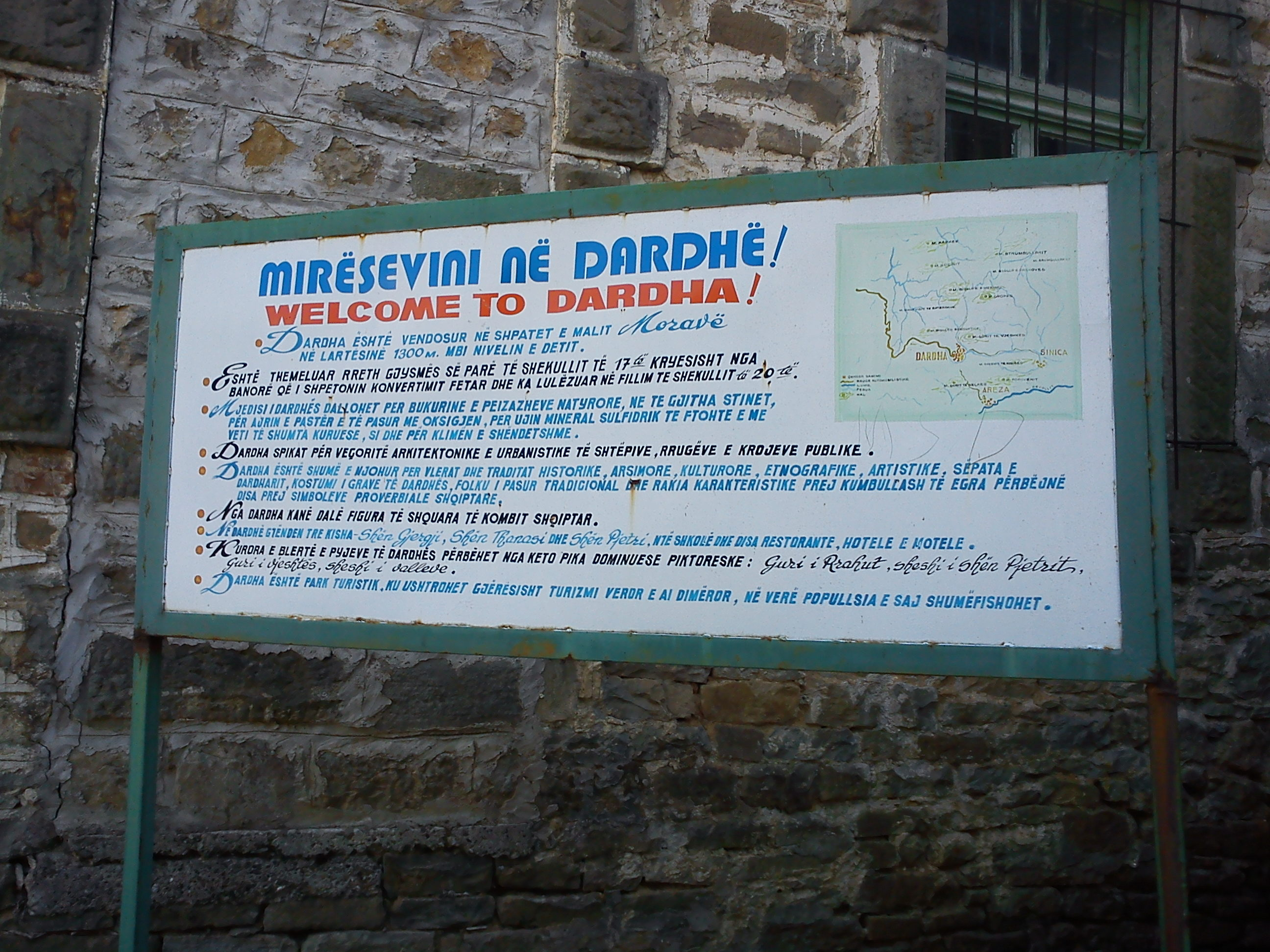
Välkomstskylt i Dardha.

Dardha (på albanska Dardhë med böjningsformen Dardha) är en by i sydöstra Albanien, belägen i en skogbevuxen dal på motsatta sidan av bergmassivet Guri i Vjeshtës med en höjd på 1300 m ö.h.
Dardha grundades på 1600-talet av kristna flyktingar. Byn har en rustik prägel med pittoreska gator av kullersten och gamla stenhus.